# Janowiec
Janowiec (Janowiec nad Wisłą) er en landsby i Polen, i Województwo lubelskie ved Puławy. Janowiec ligger ved floden Weichsel (Wisła) (venstre kyst).
- Befolkning: 1000

## Historie
1537-1870 – by. Janowiec havde stadsret.

## Seværdigheder
- Kirke (14. århundrede)
- Firlej Slot (ruin) (16. århundrede)

## Byer ved Janowiec
- Puławy
- Kazimerz Dolny
- Zwoleń

## Landsbyer ved Janowiec
- Janowice
- Oblasy
- Ławeczko Stare
- Czarnolas ved Policzna